# Joe Gallo
Joseph Gallo, detto Crazy Joe (New York, 7 aprile 1929 – New York, 7 aprile 1972), è stato un mafioso statunitense, noto mafioso e killer di New York, appartenente alla famiglia Profaci, conosciuta in seguito come famiglia Colombo; iniziò come soldato, e poi come capo della fazione ribelle della famiglia. Joe era conosciuto con il soprannome di Crazy Joe, ovvero Joe il pazzo.
Anche i suoi due fratelli Albert Gallo, detto Kid Blast, e Lawrence Gallo, detto  Larry, erano mafiosi appartenenti alla stessa cosca.
La sua storia romanzata è stata raccontata da Bob Dylan nella canzone Joey, scritta insieme al cantautore e regista teatrale Jacques Levy ed inserita nell'album del 1976 Desire. Nel 1974 il regista Carlo Lizzani girò il film Crazy Joe ispirato a Gallo.

## Gli inizi
Gallo nasce a Red Hook, un quartiere di Brooklyn abitato in prevalenza da italoamericani, e si fa un nome negli ambienti mafiosi con la reputazione di ottimo killer ed intimidatore; assieme ai suoi fratelli Albert e Larry è sospettato di essere stato uno dei killer del potente boss Albert Anastasia. Joe è stato sposato due volte, dal primo matrimonio nel 1954 nacque Aldo Gallo, che seguì le orme del padre e degli zii divenendo un associato della famiglia Colombo.
Gallo attraverso alcuni prestanome era il proprietario di diversi night club sull'ottava strada di Manhattan. Le sue attività più redditizie erano le estorsioni ai commercianti, le scommesse clandestine e il gioco d'azzardo nel territorio di South Brooklyn.

## Il conflitto Gallo contro Profaci
Alla fine degli anni cinquanta Joe e i suoi uomini incominciano a ribellarsi e a tramare di nascosto contro il loro boss Joe Profaci e gli altri capi della famiglia, pretendendo maggiori introiti e più potere, considerato che Profaci era visto dai mafiosi più giovani come un boss tirchio che pretendeva dai suoi gruppi la maggior parte degli introiti. Joe e i suoi fratelli lavoravano con il rango di soldati nel gruppo guidato dal capodecina Harry Fontana, un fedelissimo di Profaci. Tuttavia Gallo esita ancora a dichiarare apertamente guerra a Profaci essendo costui molto più potente. La guerra fredda fra i due sembra senza via d'uscita. Il rapporto tra i due peggiora ulteriormente il 4 novembre 1959 quando Profaci fa uccidere Frank Abbatemarco, soldato e braccio destro di Gallo responsabile di un lucroso giro di scommesse clandestine e prestiti ad usura.
I killer di Abbatemarco però sono proprio i fratelli Gallo assieme a Joe Gioeli. Gallo a malincuore ha dovuto eliminare la sua spalla per due motivi: perché non poteva disubbidire ad un ordine dei suoi capi e perché Don Peppino gli aveva promesso di ricompensarlo con altri lavori lucrativi a South Brooklyn; dopo alcuni mesi però Profaci non aveva ancora mantenuto le sue promesse, quindi Gallo sempre più infuriato si confida con Anthony Strollo, capodecina della famiglia Genovese. Nel frattempo Fontana divenne sempre meno ascoltato dai suoi uomini che, anche se non ufficialmente, ormai erano dalla parte di Crazy Joe e dei suoi fratelli, che nel frattempo erano diventati sempre più autonomi anche grazie al sostegno che segretamente gli promettevano Carlo Gambino e Gaetano Lucchese.
Così su richiesta di Fontana, Profaci piazza uno dei suoi migliori soldati, John Scimone, nella decina di Gallo, per controllare meglio il gruppo e spiarne i movimenti. Carmine Persico, all'epoca un giovane soldato nella decina di Crazy Joe, all'inizio si schiera con lui, ma poi capendo che i Gallo non avrebbero potuto vincere mai, rientra nei ranghi dei Profaci. La guerra vera e propria scoppia quando John Scimone scompare di lupara bianca, e alcuni giorni dopo Joe Gioeli, uno dei migliori killer di Joe Gallo, viene rapito e il suo corpo fatto a pezzi viene ritrovato all'interno di un'automobile parcheggiata di fronte ad una concessionaria di auto di proprietà di un affiliato dei fratelli Gallo a Sheepshead Bay, un quartiere di Brooklyn.
Gli omicidi e i rapimenti continueranno per tutto il 1960 da entrambe le parti. Il 20 agosto 1961 Larry Gallo è invitato al Sahara lounge (un locale di Brooklyn) dagli uomini di Joe Profaci per discutere di un'eventuale tregua, ma in realtà è un tranello: appena entrato nel locale Larry e un suo guardaspalle vengono assaliti dai killer guidati da Carmine Persico che cercano di strangolarli, quindi Larry e il suo guardaspalle si salvano per miracolo, perché nello stesso istante entrano nel locale dei poliziotti e così i killer riescono a scappare; questa scena sarebbe stata poi ripresa nel film: Il padrino - Parte II
Alcune settimane dopo i fratelli Gallo rispondono con il tentato omicidio di Persico, ma i killer falliscono e Carmine rimane leggermente ferito ad un braccio ed alla mandibola. Verso la fine del 1961 Joe Gallo viene arrestato e condannato a dieci anni di prigione dalla procura distrettuale di Brooklyn per estorsione. In assenza del loro leader e fratello, Albert e Larry Gallo assieme ai loro uomini, dopo aver subito decine di perdite nelle loro file, continuano a combattere contro Joseph Magliocco, che nel frattempo era subentrato alla guida della famiglia al posto di suo cognato Joe Profaci, morto di cause naturali. Magliocco con Bonanno stava progettando gli omicidi di alcuni membri della commissione come Gaetano Lucchese, Carlo Gambino (accusati di sostenere segretamente i fratelli Gallo), Stefano Magaddino di Buffalo, e Frank DeSimone di Los Angeles.
Magliocco delegò l'organizzazione degli omicidi al suo capodecina Joseph Colombo, ma quest'ultimo, ansioso di conquistare la fiducia della Commissione andò a riferire tutto alle vittime designate che convocarono Bonanno e Magliocco; quest'ultimo ormai malato viene deposto, morirà infatti il 28 dicembre 1963 di cause naturali. Joe Colombo diventò così il nuovo boss della famiglia Profaci. Il gruppo dei fratelli Gallo, ormai decimato, non poté fare altro che accordarsi e sottomettersi al nuovo boss Joseph Colombo.

## Progetti in carcere
Joe Gallo era un uomo molto scaltro e furbo; durante la sua detenzione avvelenò molti rivali con la stricnina, che metteva nel loro cibo. Durante una violenta rivolta nel carcere di Auburn, salvò la vita ad una guardia carceraria che era rimasta ferita durante gli scontri. In carcere strinse alleanze con alcune bande afroamericane per accaparrarsi lo spaccio di droga ad Harlem, tra cui Leroy "Nicky" Barnes, un piccolo trafficante di droga di Harlem; tramite Barnes conobbe e prese sotto la sua protezione Jerome Johnson, un piccolo spacciatore di colore.

## Omicidio Colombo
Agli inizi del 1971 Crazy Joe esce di galera; nel frattempo riscoppia di nuovo la vecchia faida con i Colombo. Il 28 giugno 1971 al Columbus Circle di Manhattan, davanti a decine di migliaia di persone durante la manifestazione della lega dei diritti civili degli italoamericani di cui lo stesso Colombo è presidente, quest'ultimo viene ferito gravemente da Jerome Johnson, che a sua volta viene subito crivellato dai proiettili dei figli e delle guardie del corpo. Colombo rimane in coma e morirà nel 1978.

## Morte
La vendetta dei Colombo arriverà il 7 aprile 1972, mentre Crazy Joe sta festeggiando il suo 43º compleanno insieme ad alcuni parenti e alla sua guardia del corpo Peter Diapoulos all'Umberto's Clam House, un ristorante in Mulberry Street, a Little Italy. La versione secondo cui all'improvviso sarebbero entrati nel locale tre killer, mandati dai capidecina della famiglia Colombo Carmine Persico e Joseph Iacovelli, e su ordine del presunto boss della famiglia Thomas Di Bella, è stata definitivamente confutata dalle confessioni di Frank Sheeran al giornalista e avvocato Charles Brandt. Sheeran, detto l'Irlandese, ha ammesso e dimostrato persuasivamente di aver ucciso, da solo, "Crazy Joe" Gallo. La sua versione è stata poi confermata dall'unica testimone oculare del delitto finora individuata, una giornalista del New York Times (e studentessa alla Columbia all'epoca dei fatti) che ha però voluto rimanere anonima. La versione precedentemente accreditata, secondo il detective Joe Coffey, fu creata ad arte e fatta circolare dallo stesso Coffey come "prova del nove" per testare l'affidabilità degli informatori della Sezione Omicidi del Crimine Organizzato della NYPD. Ai funerali di Joe Gallo, la sorella dichiarerà: adesso le strade si riempiranno di sangue. Ed avrà ragione: nelle settimane successive del 1972 saranno uccise 27 persone.  Tuttavia, nel 2019, in una video recensione del film The Irishman, l'ex caporegime della famiglia Colombo, Michael Franzese, contestò che Sheeran sia stato l'assassino di Gallo quando ha esaminato la scena dell'assassinio presente nella pellicola diretta da Martin Scorsese, sostenendo che 'sa per certo cosa è successo lì' sulla base del suo coinvolgimento personale con la mafia dell'epoca. La vedova di Gallo dichiarò in seguito di essersi ricordata dell'attacco che coinvolse più uomini, tutti di bassa statura e che sembravano essere italiani. Sheeran, d'altra parte, era di origine mista irlandese-svedese ed era alto circa 1,90 m.

## Membri principali del gruppo di Gallo
- Albert Gallo
- Lawrence Gallo
- Frank Illiano
- Nicholas Bianco
- Ralph Maurici
- Frank Abbatemarco
- Anthony Abbatemarco
- Joe Gioeli
- Vittorio Amuso
- Robert Amuso